# Artocarpus gomezianus
L'Artocarpus gomezianus és una espècie d'Artocarpus nadiua del sud-est d'Àsia i distribuïda per Índia (Kerala, Maharashtra, Tamil Nadu), Sri Lanka Cambodia, Myanmar, Tailàndia, Vietnam, Java i Sumatra.
Arbre perenne de gran alçada (més de 35 metres). Viu en boscos barrejat entre altres arbres de fulla perenne o semi-perenne fins als 2000 metres d'altitud. Produeix un fruit comestible que substitueix al tamarinde en aquelles regions on aquest falta.